# كوتارو كومي
كوتارو كومي (باليابانية: 久米航太郎) هو لاعب كرة قدم ياباني، ولد في 29 مايو 2000. لعب مع توكوشيما فورتيس.

## وصلات خارجية
- كوتارو كومي على موقع رابطة كرة القدم اليابانية للمحترفين (اليابانية)
- كوتارو كومي على موقع قاعدة بيانات كرة القدم.إي يو (الإنجليزية)
- كوتارو كومي على موقع Soccerway.com (الإنجليزية)
- كوتارو كومي على موقع عالم كرة القدم.نت (الإنجليزية)